# 916
Évszázadok: 9. század – 10. század – 11. század
Évtizedek: 860-as évek – 870-es évek – 880-as évek – 890-es évek – 900-as évek – 910-es évek – 920-as évek – 930-as évek – 940-es évek – 950-es évek – 960-as évek
Évek: 911 – 912 – 913 – 914 –  915 – 916 – 917 – 918 – 919 – 920 – 921

## Események

### Európa
- I. Konrád keleti frank király sereggel vonul az ellene lázadó Gonosz Arnulf bajor herceg ellen és elfoglalja fővárosát, Regensburgot. Arnulf a magyarokhoz menekül.
- Konrád összehívja a hohenaltheimi zsinatot, amelyben a királyi és egyházi hatalom szövetségének megszilárdításán kívül Arnulfot is Regensburgba rendelik, kiközösítés terhe mellett. A herceg nem jelenik meg.
- Miután a walesiek meggyilkolják Ecbryht merciai apátot, Æthelflæd királynő sereget küld Brycheiniog királysága ellen, felégetik a fővárost és foglyul ejtik a királynét és harminchárom nemest.
- Szicíliában az agrigentói berberek fellázadnak Ahmad ibn Kurhub emír ellen és segítséget kérnek Abdalláh al-Mahdí fátimida kalifától. A kalifa sereget küld a szigetre. Ibn Kurhub menekülni próbál, de elfogják és elküldik a kalifának, aki keresztre feszítteti.

### Észak-Afrika
- Abdalláh al-Mahdí fátimida kalifa Ifríkijában megkezdi egy új főváros építését Mahdíjában.

### Kína
- Apaocsi kitan kagán kínai módra szervezi meg az udvarát, császárrá kiáltja ki magát és megalapítja a Liao-dinasztiát.

## Születések
- Szajf al-Davla, hamdanida emír

## Halálozások
- Ohridi Szent Kelemen, bolgár püspök
- III. Zijadat Alláh, aglabida emír

## Fordítás
- Ez a szócikk részben vagy egészben  a(z)   916 című angol Wikipédia-szócikk ezen változatának fordításán alapul.  Az eredeti cikk szerkesztőit annak laptörténete sorolja fel. Ez a jelzés csupán a megfogalmazás eredetét és a szerzői jogokat jelzi, nem szolgál a cikkben szereplő információk forrásmegjelöléseként.